# لورنس سانت جيرمان
لورنس سانت جيرمان هي متزحلقة كندية، ولدت في 30 مايو 1994 في مدينة كيبك في كندا.

## وصلات خارجية
- لورنس سانت جيرمان على موقع الاتحاد الدولي للتزلج (التزلج على المنحدرات الثلجية) (الإنجليزية)
- لورنس سانت جيرمان على موقع اللجنة الأولمبية الدولية (الإنجليزية)
- لورنس سانت جيرمان على موقع أوليمبيديا (الإنجليزية)
- لورنس سانت جيرمان على موقع اللجنة الأولمبية الكندية (الإنجليزية)